# Бременский Роланд
Бременский Роланд — статуя Роланда, установленная на Рыночной площади Бремена, один из символов города. По легенде Бремен сохранит свою независимость до тех пор, пока будет стоять охраняющий его Роланд. Бременский Роланд и Бременская ратуша в 2004 году были внесены в список Всемирного культурного наследия человечества.
Бременская статуя Роланда установлена на Рыночной площади между Бременской ратушей и Шюттингом. Взгляд Роланда обращён на Бременский собор. Скульптура имеет высоту 5,47 м и установлена на пьедестале высотой 60 см. Роланд опирается на колонну, украшенную киворием. Высота скульптуры вместе с киворием и пьедесталом составляет 10,21 м.
Бременский Роланд является самой крупной отдельно стоящей скульптурой немецкого Средневековья. Расстояние между его коленями составляет ровно один «бременский локоть» — 55,372 см, а между его ног расположился калека, проползший в 1032 году на коленях вокруг земельного участка под названием Бюргервайде, который бременская графиня Эмма Лесумская впоследствии подарила городу (сейчас это место проведения Бременской ярмарки). Существует поверье, что гости города, желающие побывать в Бремене ещё раз, должны потереть колено Роланда.
Первая деревянная статуя Роланда, появившаяся в Бремене, была сожжена в ночь с 28 на 29 мая 1366 года солдатами архиепископа Брауншвейга и Люнебурга Альберта II. В 1404 году в городе был установлен новый каменный Роланд. В 1822 году в ратуше были обнаружены бухгалтерские книги, согласно которым за статую Роланда каменотёсам Клаусу Цеелейхеру и Якобу Ольде было уплачено 170 бременских марок. Бременцы подделали императорскую грамоту, разрешавшую им украсить Роланда императорским гербом. Так на щите Роланда появился двуглавый орёл и пояснительная надпись о том, что Роланд провозгласил Бремен имперским городом.
Первоначально цветная скульптура Роланда выполнена из эльмского известняка, а опорная колонна — из песчаника. В XVIII в. статую стали красить в серый цвет, а позднее перестали красить совсем. Наполеон хотел отправить статую в Лувр, но бременцам удалось убедить его в том, что Роланд не имеет художественной ценности, и символ города остался на своём месте.
Статую несколько раз реставрировали. В 1939 году из соображений безопасности статуя была смонтирована заново. В войну Роланда укрывали от попадания осколков. В 1983 году было восстановлено существовавшее до 1939 года ограждение и была заменена голова Роланда (оригинал находится в Музее Фокке). Расходы на эти работы по старой бременской традиции взяли на себя частные лица. Во время последней реставрации в 1989 году внутри статуи была обнаружена кассета пропагандистского содержания, которую в 1938 году туда поместили национал-социалисты.

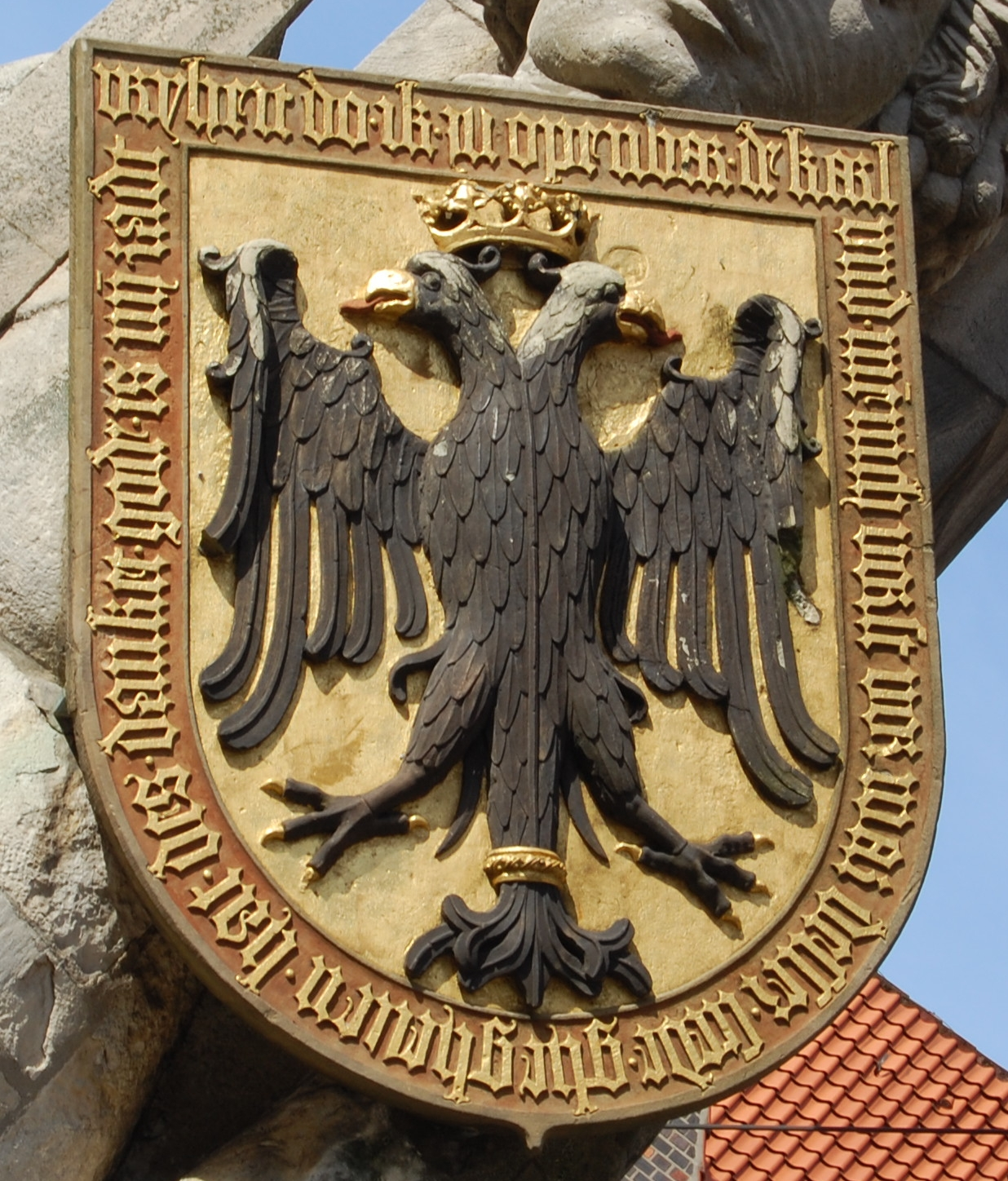
Герб Роланда
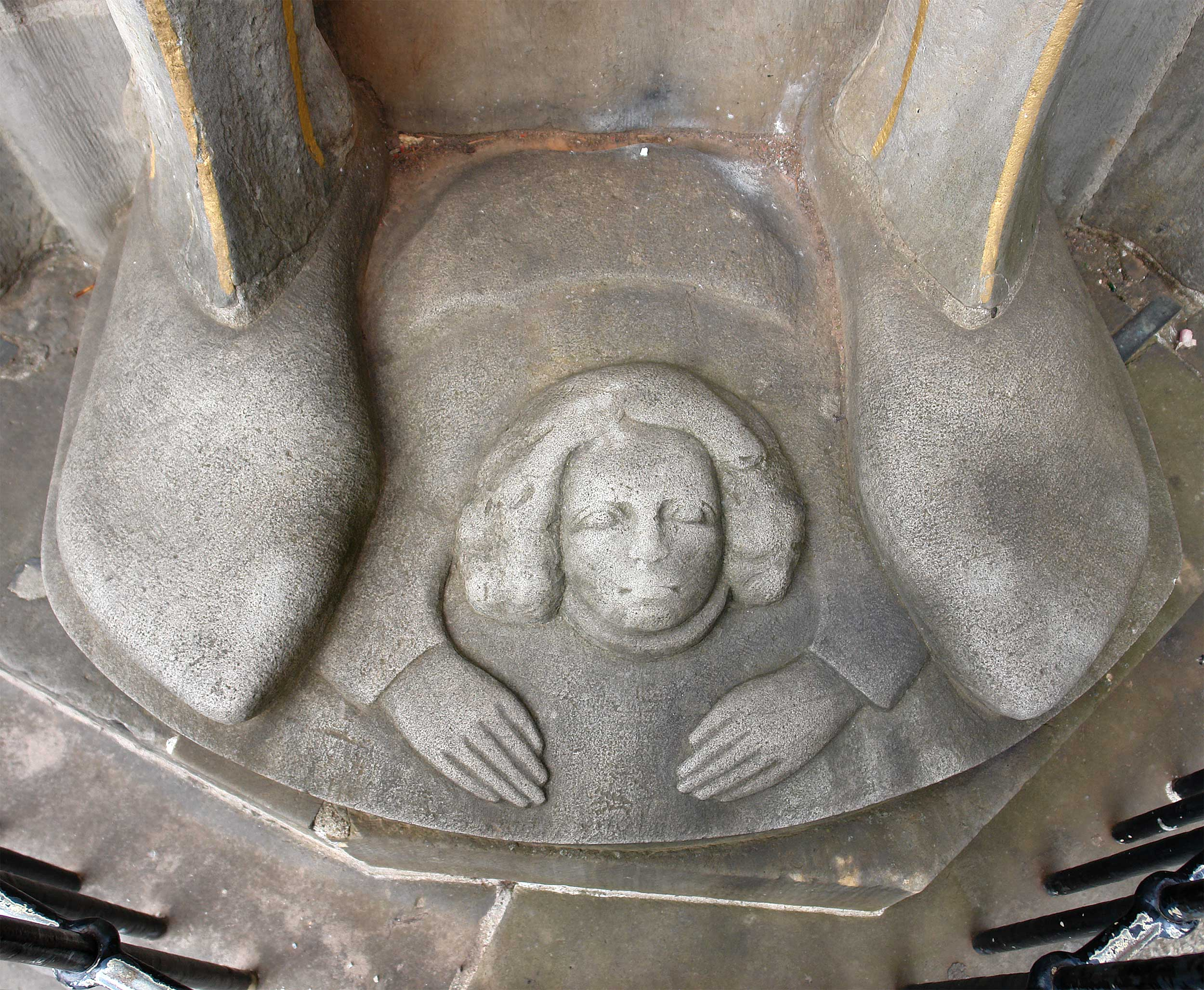
Калека у ног Роланда
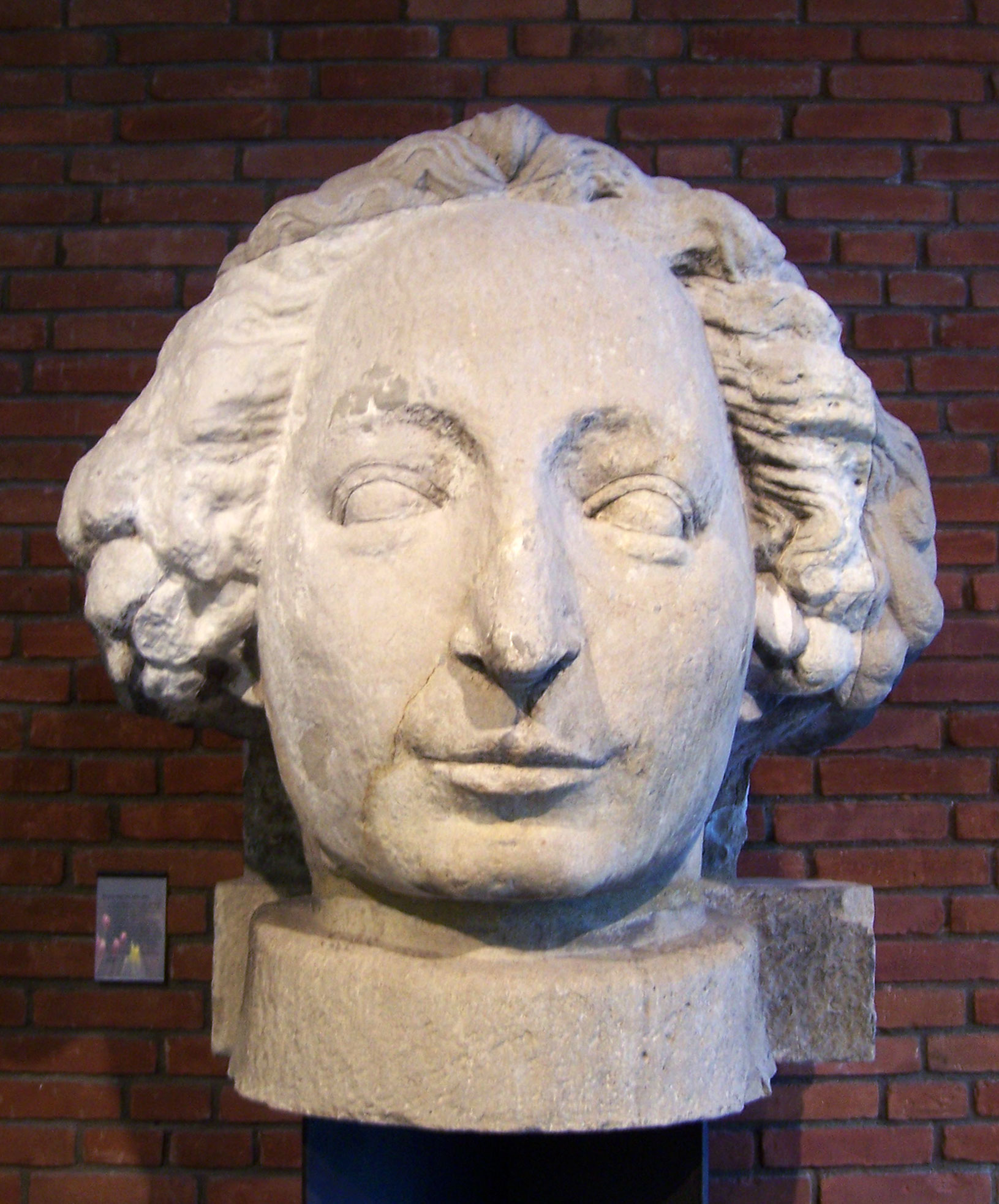
Оригинал головы Роланда в бременском Музее Фокке

## Интересные факты
- Деревянная копия бременского Роланда высотой в 1,50 м установлена на кафедре лютеранской Сионской церкви в нью-йоркском Бруклине. В 1890 г. город Бремен подарил её бременцам, нашедшим в Нью-Йорке вторую родину.
- Бразильский город Роландия был основан в 1932 г. выходцами из Германии и получил своё имя в честь бременского Роланда. В 1957 г. на средства бременских кофейных бизнесменов в городе была установлена копия бременского Роланда размером в 4/5 от оригинала.
- Уменьшенную копию бременского Роланда получил в подарок от Бремена город Кито.
- Копия бременского Роланда в натуральную величину установлена в 1970 г. в Японии в экспозиции парка развлечений в Обихиро на Хоккайдо.